# Siegfried Schuster
 Siegfried Schuster (* 5. März 1936 in Zittau; † 30. Januar 2018 in Radolfzell) war ein deutscher Ornithologe, Realschullehrer und Natur- und Umweltschützer.

## Leben
Der 1936 in Zittau geborene und aufgewachsene Siegfried Schuster fand als Jugendlicher 1952 Anschluss an die dortige Vogelschutzgruppe Ornis unter Heinz Knobloch. Im Jahr 1956 flüchtete Schuster aus der DDR und ging zunächst nach Wuppertal. Nach einem Lehramtsstudium in Weingarten unterrichtete er bis 1962 in Pfullendorf und danach – bis zu seiner Pensionierung 1997 – 35 Jahre an der Realschule von Radolfzell in den Fächern Biologie und Chemie. Bereits in den 1960er Jahren war Schuster einer der führenden Ornithologen im Bodenseeraum, engagierte sich ehrenamtlich für den Naturschutz und setzte sich politisch für die Belange des Vogelschutzes ein, u. a. seit 1958 durch seine Mitarbeit in der Ornithologischen Arbeitsgemeinschaft Bodensee (OAB) in Konstanz. In dieser Zeit begann er auch zu vogelkundlichen Themen des Bodenseegebietes zu publizieren. Im Dezember 1960 gehörte Schuster zusammen mit Harald Jacoby und Gerhard Knötzsch zu den Gründern der „Ornithologischen Rundbriefe für das Bodenseegebiet“, deren Beiträger er mit seinen Feldforschungen bis zu seinem Tod blieb. In den folgenden Jahren entstanden insgesamt rund 100 Veröffentlichungen in Zeitschriften und Büchern, u. a. als Mitautor der drei großen Avifaunen des Bodensees 1970, 1983 und 1999.
In Radolfzell initiierte Schuster als ehrenamtlicher Umweltbeauftragter ein eigenes Umweltamt. Ab 1985 wurde er in den Landesvorstand des Deutschen Bundes für Vogelschutz DBV gewählt und war von 1989 bis 1997 NABU-Landesvorsitzender in Baden-Württemberg. Die Entwicklung des Verbands in Baden-Württemberg hat Schuster in dieser Zeit maßgeblich geprägt. Als Wegbereiter eines modernen Natur- und Umweltschutzverbands setzte er sich für den Wandel des damaligen „Deutschen Bunds für Vogelschutz“ (DBV) hin zu einem thematisch breiter agierenden, politischen Naturschutzbund NABU ein. Der konkrete Naturschutz durch Aktive im NABU vor Ort war ihm dabei ebenso wichtig wie die damit verbundenen politischen Forderungen: „Naturschutz auf 100 Prozent der Fläche“. Schuster forderte, sich nicht auf einzelne NABU-Naturschutzgebiete zurückzuziehen, sondern sich einzumischen für eine naturverträgliche Land- und Forstwirtschaft sowie gegen den Flächenverbrauch durch immer neuen Straßen- und Siedlungsbau. Schusters letzte Publikationen widmen sich den „Arealverschiebungen“ einzelner Vogelarten als Folge der globalen Erwärmung.
Als Vordenker einer neuen Art des Naturschutzes entwickelte Schuster die „halbquantitative Rasterkartierung“ als Methode, um Veränderungen der Vogelwelt via Brutvogel-Monitoring messbar zu machen. Seine Arbeitsschwerpunkte waren die Auswirkungen des Klimawandels und die Mauser bei Wasservögeln. Gemeinsam mit Gerhard Thielcke gründete Schuster die „Arbeitsgemeinschaft Naturschutz Bodensee“ und leitete die NABU-Gruppe Radolfzell. Der Dialog und die Zusammenarbeit mit dem späteren BUND-Mitbegründer Thielcke gaben ihm wichtige Impulse für die Neukonzeption des Bunds für Vogelschutz, die er als Teil des Landesvorstands und später als Landesvorsitzender vorantrieb. Dabei scheute er auch die inhaltliche Auseinandersetzung nicht. Selbstbewusst forderte er als Chef des größten NABU-Landesverbandes diese inhaltlichen und strukturellen Veränderungen auch beim NABU-Bundesverband ein.
Siegfried Schuster starb am 30. Januar 2018 in Radolfzell. Sein Sohn ist der Literaturwissenschaftler Jörg Schuster.

## Werke (Auswahl)
- 1968 (zus. mit Harald Jacoby und Gerhardt Zink): Die Vogelwelt des Kreises Konstanz. In: Staatliche Archivverwaltung Baden-Württemberg (Hrsg.): Der Landkreis Konstanz. Amtliche Kreisbeschreibung, Band 1: Allgemeiner Teil, Abschnitte I–IV: Einleitung, Natur, Geschichte, Kunstgeschichte; Konstanz, Thorbecke Verlag, S. 221–247.
- 1970 (Bearb. Harald Jacoby, Gerhard Knötzsch, Siegfried Schuster u. a.) Die Vögel des Bodenseegebietes, Der Ornithologische Beobachter, Beiheft zu Band 67. [= Erste Avifauna Bodensee – Darstellung der Beobachtungsergebnisse der 1958 gegründeten Ornithologischen Arbeitsgemeinschaft Bodensee.]
- 1974 (zus. mit Peter Berthold und Gerhard Thielcke) Naturschutzgebiet, Vogelfreistätte Mettnau, Bodensee, Deutscher Bund für Vogelschutz, Radolfzell.
- 1975 Die monatlichen Wasservogelzählungen am Bodensee 1961/62 bis 1974/75. 1. Teil. Fischfresser, Der Ornithologische Beobachter 72, S. 145–168.
- 1976 Die monatlichen Wasservogelzählungen am Bodensee 1961/62 bis 1974/75. 2. Teil. Schwäne und Gründelenten, Der Ornithologische Beobachter 73, S. 49–65.
- 1976 Die monatlichen Wasservogelzählungen am Bodensee 1961/62 bis 1974/75. 3. Teil. Tauchenten und Bläßhuhn, Der Ornithologische Beobachter 73, 5/6, S. 209–224.
- 1979 (zus. mit Peter Berthold und Karl Mühl) Halbinsel Mettnau. Geschichte, Natur, Landschaft, hrsg. v. Ornithologische Arbeitsgemeinschaft Bodensee, Konstanz.
- 1982 Rasterkartierung Bodensee – eine halbquantitative Brutvogelbestandsaufnahme im Bodenseegebiet 1980, Vogelwelt 103, S. 24–31.
- 1982 (zus. mit Hartmut Volk) Naturpfad Mettnau – Ein Führer durch das Naturschutzgebiet, Deutscher Bund für Vogelschutz, Radolfzell.
- 1983 (Bearb. Vinzenz Blum, Harald Jacoby, Gerhard Knötzsch, Siegfried Schuster u. a.) Die Vögel des Bodenseegebietes. [2.] Avifauna Bodensee, Ornithologische Arbeitsgemeinschaft Bodensee, Konstanz.
- 1983 Die Vögel des Naturschutzgebietes Mindelsee, in: Der Mindelsee bei Radolfzell. Monographie eines Naturschutzgebietes auf dem Bodanrück, hrsg. von der Landesanstalt für Umweltschutz Baden-Württemberg, Karlsruhe, S. 349–392.
- 1986 Quantitative Brutvogelbestandsaufnahme im Bodenseegebiet 1980 und 1985. Journal für Ornithologie 127, S. 439–445.
- 1994 Untersuchungen zur Mauser des Großen Brachvogels (Numenius arquata) im Vorarlberger Rheintal. In: Egretta. Band 37, S. 60–70 (zobodat.at [PDF]).
- 1999 Großer Brachvogel. Numenius arquata. In: Georg Heine, Harald Jacoby, Hans Leuzinger und Herbert Stark: Die Vögel des Bodenseegebietes. Avifauna Bodensee. Eine Publikation der Ornithologischen Arbeitsgemeinschaft Bodensee. In: Ornithologische Jahreshefte für Baden-Württemberg. Band 14/15 (1998/1999) 14/15, S. 423–428 (zobodat.at [PDF]).
- 2003 (zus. mit Gerhard Thielcke) Vernetzung von drei Seen für 11 Vogelarten. In: Ornithologische Jahreshefte für Baden-Württemberg. Band 19, Heft 2, S. 487–541 (zobodat.at [PDF]).
- 2004 Die Einnischung einer neuen Vogelart am Bodensee: die Weißkopfmöwe Larus cachinnans. In: Der Ornithologische Beobachter. Band 101, S. 115–124 (Online (PDF) unter Ala Schweiz, Schweizerische Gesellschaft für Vogelkunde und Vogelschutz).
- 2005 Veränderungen der Erstankünfte bei häufigen Zugvogelarten in Südwestdeutschland, in: Vogelwarte 43 (2005), S. 161–169.
- 2017 Verhaltensänderungen bei Ringeltauben Columba palumbus im Voralpenraum, Ornithologische Jahreshefte für Baden-Württemberg, Band 33, Heft 1/2, S. 71–80 (Online PDF).
- 2017 Arealverschiebungen durch den Klimawandel, Ökol. Vögel (Ecol. Birds) 35/36, 2013/2014 (2017), S. 401–422.